# Abandon de détritus
Pour les articles homonymes, voir Détritus.

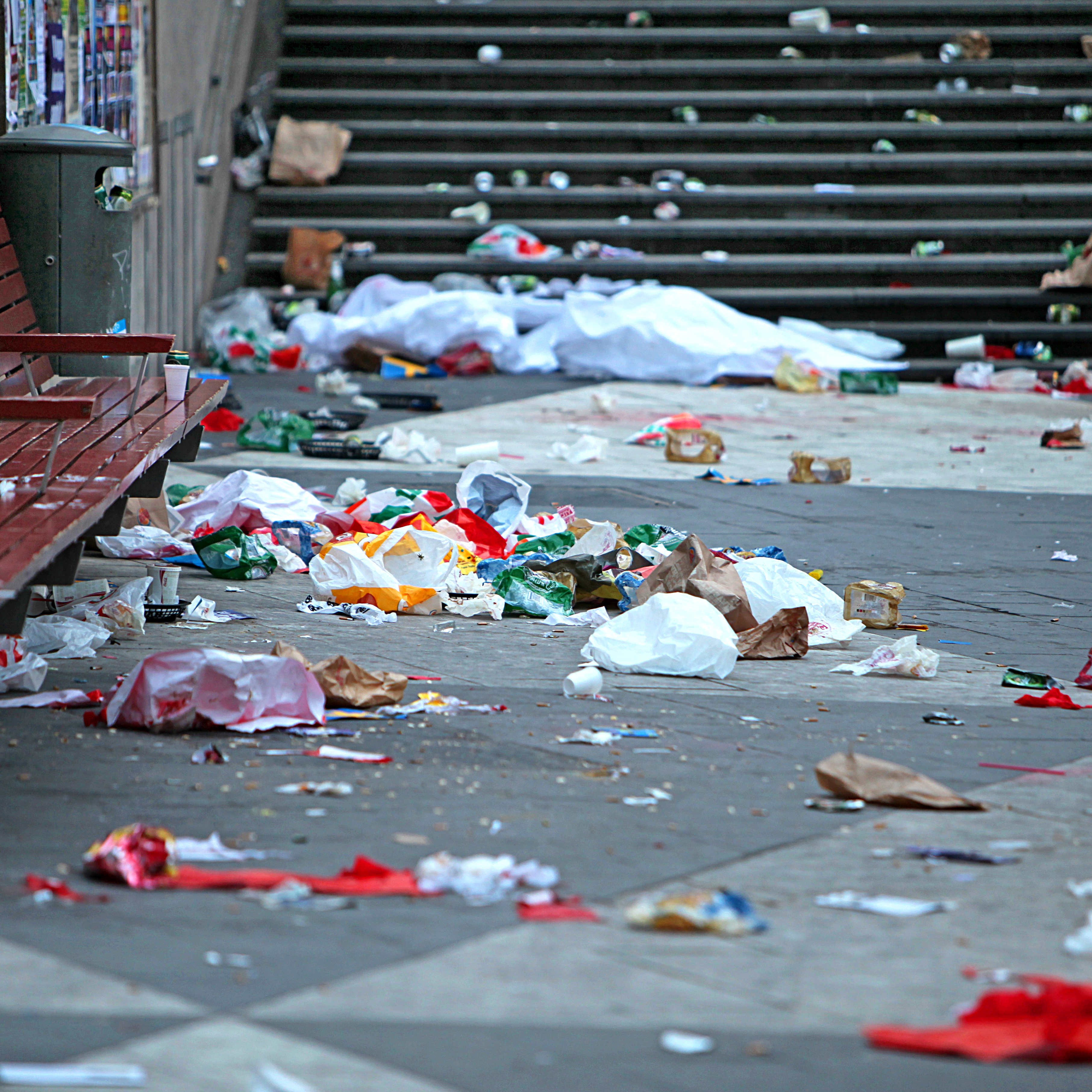
Détritus à Stockholm, Suède

Les détritus sont constitués de déchets qui ont été abandonnés de manière incorrecte, sans consentement ou à un endroit inapproprié. Ce sont les emballages couramment employés dans la grande distribution: canettes en aluminium, gobelets en papier, emballages de restauration rapide, boîtes en carton ou bouteilles en plastique sur le sol.
Les déchets volumineux et dangereux tels que pneus, appareils électriques, électronique, batteries et les grands conteneurs industriels sont parfois jetés dans des endroits isolés, tels que les forêts nationales et d'autres terres publiques.
C'est un des impacts humains sur l'environnement et reste un problème environmental (en) sérieux dans de nombreux pays. Les déchets peuvent subsister dans l'environnement pendant de longues périodes avant la décomposition et être transportés sur de grandes distances dans les océans du monde. Les déchets affectent la qualité de vie.
Les mégots de cigarettes sont l'article le plus répandu au monde, 4,5 milliards étant jetés chaque année. Les estimations du temps requis pour que les mégots de cigarettes se décomposent varient, allant de cinq ans à 400 ans pour une dégradation complète,.

## Causes

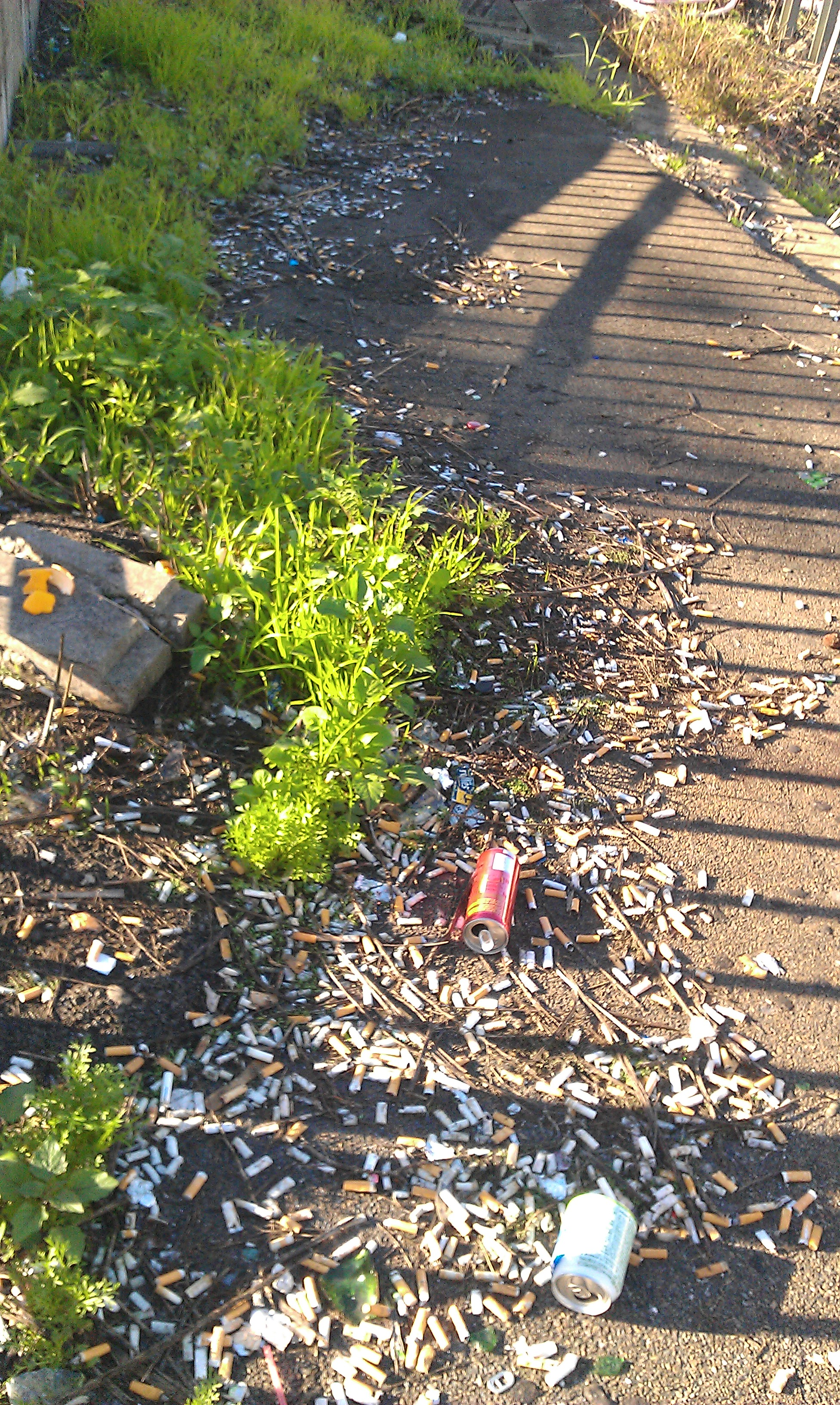
Plate-forme de la gare de Strathfield à Sydney, Australie. Déchets accumulés pendant des mois, peut-être des années en raison d'un défaut d'entretien.

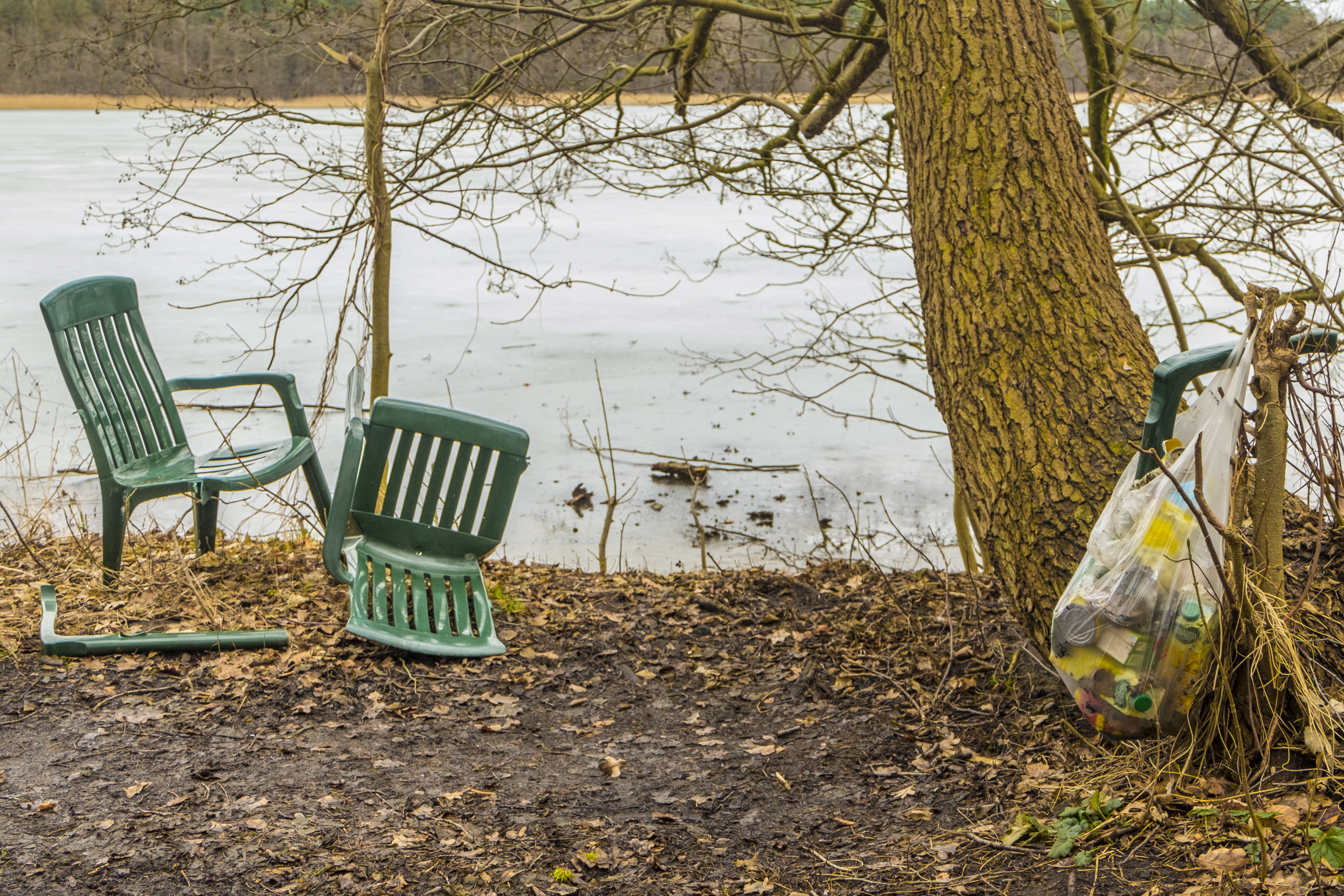
Déchets dans la nature.

En plus des déchets intentionnels, près de la moitié des détritus sur les routes américaines sont des déchets accidentels ou involontaires, généralement des débris qui tombent des ordures mal sécurisées, des camions à ordures et des pick-ups. Les niveaux de population, la densité du trafic et la proximité des sites d'élimination des déchets sont des facteurs connus à corréler avec des taux de détritus plus élevés,,,,.
Les déchets dangereux déversés illégalement peuvent résulter du coût important des dépôts de matières sur des sites désignés: certains d'entre eux facturant des frais pour le dépôt de matières dangereuses. Le manque d'accès aux installations voisines, qui acceptent les déchets dangereux, peut décourager leur utilisation. De plus, l'ignorance des lois qui régissent l'élimination appropriée des déchets dangereux peut entraîner une élimination incorrecte.
Selon une étude de l'organisation néerlandaise VROM, 80% des gens affirment que tout le monde a abandonné sur la route un morceau de papier, de l'étain ou quelque chose du genre. Les jeunes de 12 à 24 ans produisent plus de détritus que la moyenne (néerlandaise ou belge); seulement 18 % des personnes qui causent régulièrement des détritus avaient 50 ans ou plus. Cependant, une enquête de 2010 sur les détritus dans les États américain du Maine, du New Hampshire et du Vermont, a placé les détritus des ainés au-delà 55 ans à moins de 5 %. La même étude a estimé que 78 % des détritus sont masculins. En 1999, une étude de Keep America Beautiful (en)a révélé que 75 % des Américains avaient admis avoir jeté des ordures au cours des cinq dernières années, lorsque 99% des mêmes individus ont admis qu'ils jouissaient d'un environnement propre.
Une application de la loi négligente, ou indulgente, contribue au comportement d'abandon de détritus. Les autres causes sont l'ennui, les droits et les conditions économiques. Une enquête sur les décharges en Pennsylvanie a révélé que le plus grand nombre de décharges illégales se trouvaient dans des cantons sans transport de déchets municipaux. Le même rapport cite également l'indisponibilité du service de collecte et de recyclage des ordures en bordure de route, le manque de contrôle et la routine comme causes possibles. La présence de plus de détritus invite à plus de détritus.

### Modèle de processus en deux étapes
Le modèle de processus en deux étapes du comportement d'abandon des détritus décrit les différentes manières dont les gens déposent leurs déchets. Le modèle a été proposé par Chris Sibley et James Liu et fait la distinction entre deux types d'abandon de détritus : actif et passif.
La théorie a des implications, pour comprendre les différents types d'interventions de réduction des déchets, qui réduiront le plus efficacement les déchets dans un environnement donné. La théorie affirme que, toutes choses étant par ailleurs égales, les abandons de détritus passifs seront plus résistants au changement en raison de deux processus psychologiques :
1. La diffusion de responsabilité (en)  qui augmente avec la latence, entre le moment où un individu dépose des déchets dans l'environnement et le moment où il quitte le territoire ;
2. L'oubli, qui est également plus susceptible de se produire avec des délais plus longs entre le moment où une personne dépose des déchets dans l'environnement et le moment où elle quitte le territoire.

## Cycle de vie
La détritus peut demeurer visible pendant de longues périodes avant de se biodégrader, certains articles en verre condensé, en polystyrène ou en plastique pouvant rester dans l'environnement pendant plus d'un million d'années,,.
Environ 18 % des déchets, qui transitent généralement par les systèmes d'eau pluviale, se retrouvent dans ruisseaux, rivières et voies navigables locaux. Les déchets non ramassés peuvent s'accumuler et s'écouler dans les cours d'eau, les baies locales et les estuaires. Les détritus qui aboutissent à l'océan s'échouent sur les plages ou s'accumulent dans des gyres océaniques pour former des vortex de déchets (tels que celui du Pacifique nord). Environ 80 % des débris marins proviennent de sources terrestres.
Certains déchets collectés peuvent être recyclés, mais les déchets dégradés ne peuvent pas être recyclés et finissent par se dégrader en boues, souvent toxiques. La majorité des déchets collectés vont aux décharges.

## Effets
Les déchets peuvent avoir un impact néfaste sur les humains et l'environnement de différentes manières.

### Effets sur les hommes

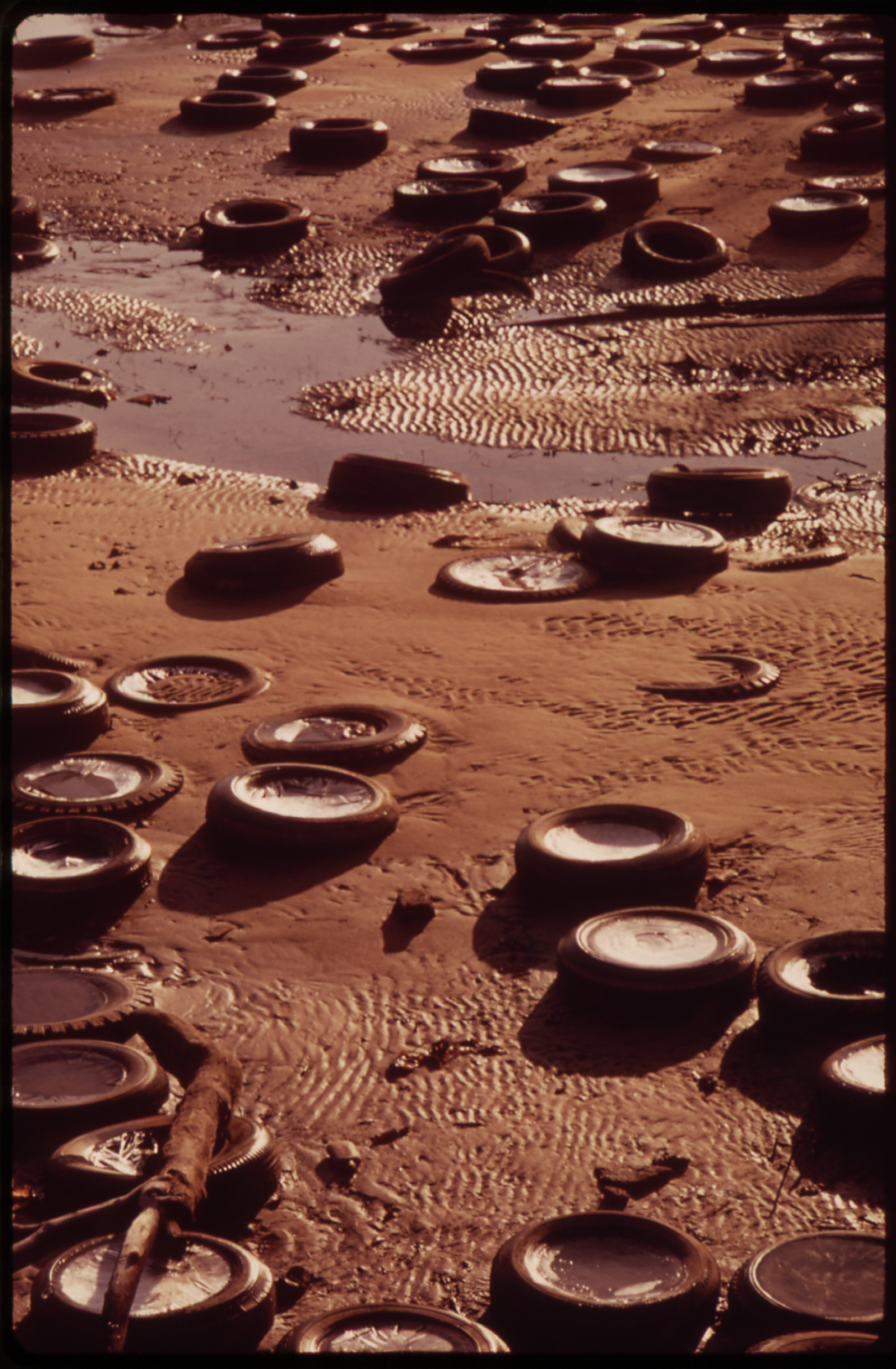
Ces pneus de voiture ont été jetés sur la branche centrale du port de Baltimore sur cette photo de 1973. Le des pneus est toujours une préoccupation aujourd'hui et pourrait bénéficier du recyclage des pneus.

Les matières dangereuses encapsulées dans les pneus et autres objets de déchets illégalement déversés peuvent s'infiltrer dans les sources d'eau, contaminer le sol et polluer l'air. 
Les pneus sont les déchets dangereux les plus souvent déversés[réf. nécessaire]. En 2007, les États-Unis ont généré 262 millions de pneus de rebut. Trente-huit États ont des lois qui interdisent le dépôt de pneus entiers dans les décharges. Beaucoup de ces pneus mis au rebut finissent illégalement sur les terres publiques. Les pneus peuvent devenir un terreau fertile pour les insectes vecteurs qui peuvent transmettre des maladies aux humains. Les moustiques, qui se reproduisent dans les eaux stagnantes, peuvent transmettre le virus du Nil occidental et le paludisme. Les rongeurs nichent dans les pneus accumulés et peuvent transmettre des maladies telles que le hantavirus. Lorsque les pneus sont brûlés, ils peuvent brûler pendant de longues périodes, émettant des centaines de composés chimiques qui polluent l'air et provoquent des maladies respiratoires. De plus, les résidus laissés peuvent endommager le sol et s'infiltrer dans les eaux souterraines.

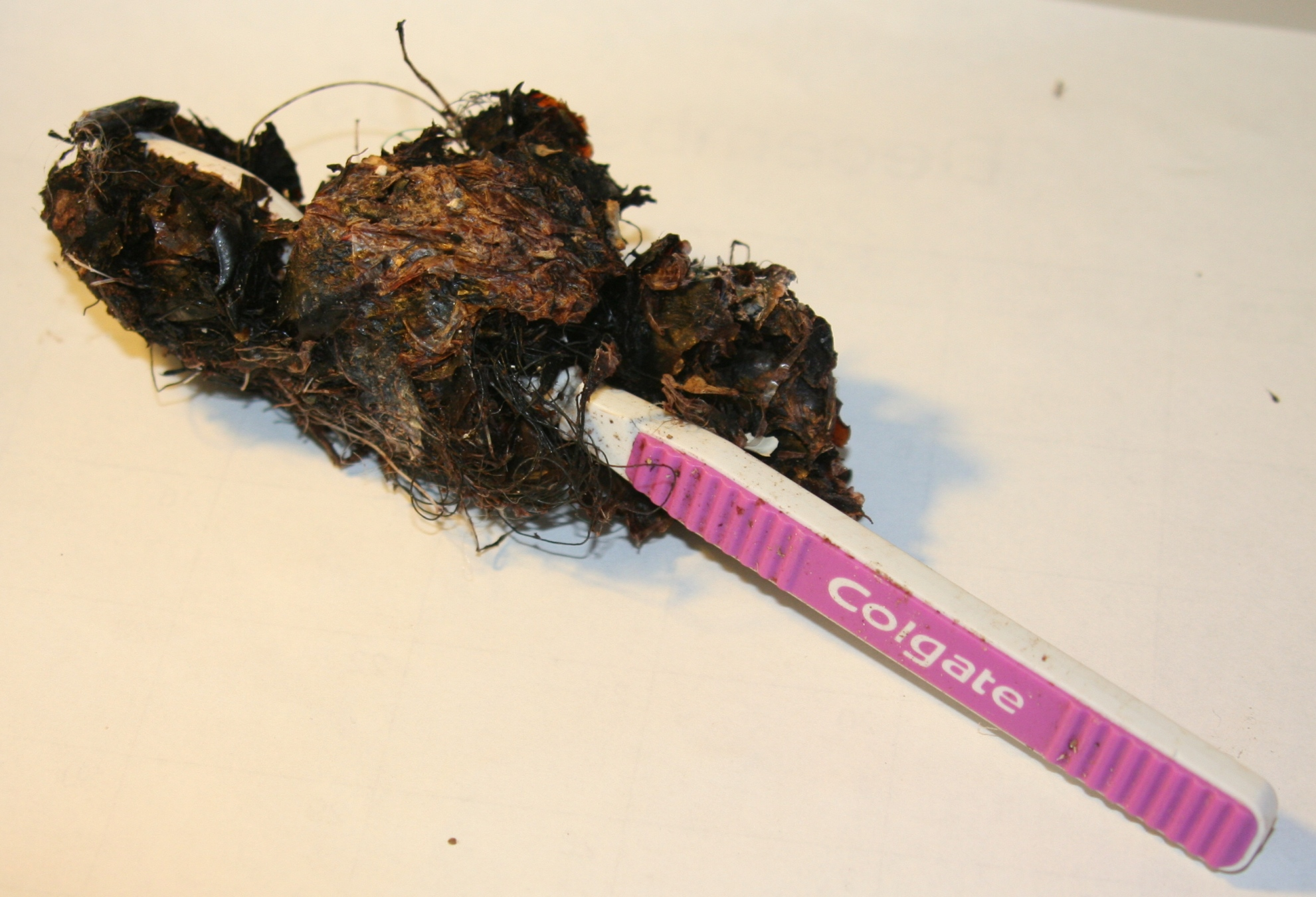
Ce bol alimentaire d'un albatros hawaïen (un albatros à pieds noirs ou un albatros de Laysan) présente différents types de débris ingérés, compris les fils de filets de pêche et une brosse à dents. L'ingestion de déchets en plastique constitue un risque croissant pour la santé des albatros, du Banc de sable de la Frégate française.

La pollution visuelle est une conséquence majeure des détritus.
Les contenants ouverts tels que les gobelets en papier, les paquets de nourriture en carton, les bouteilles de boissons en plastique et les canettes de boissons en aluminium se remplissent d'eau de pluie, offrant ainsi des lieux de reproduction pour les moustiques. De plus, une étincelle ou un éclair peut déclencher un incendie s'il touche des déchets tels qu'un sac en papier ou une boîte en carton.
Les détritus peuvent être dangereux pour la santé. Les débris tombant des véhicules sont une cause croissante d'accidents d'automobile. Les produits dangereux jetés, les produits chimiques, les pneus, les Sharps waste (en)  et les agents pathogènes résultant des déchets peuvent causer des dommages accidentels aux humains.
Les détritus entraînent également un coût substantiel pour l'économie. Le nettoyage des déchets aux États-Unis coûte des centaines de dollars la tonne, environ dix fois plus que le coût de l'élimination des déchets, avec un coût total d'environ 11 milliards de dollars par an.

### Effets sur la faune
Les animaux peuvent être piégés ou empoisonnés par des déchets dans leurs habitats. Les mégots de cigarettes et les filtres sont une menace pour la faune et ont été trouvés dans l'estomac de poissons, d'oiseaux et de baleines, qui les ont confondus avec de la nourriture. Les animaux peuvent également se retrouver piégés dans les ordures et être très mal à l'aise. Par exemple, le plastique utilisé pour maintenir ensemble les canettes de boisson peut s'enrouler autour du cou des animaux et les faire suffoquer à mesure qu'ils grandissent. D'autres circonstances peuvent blesser les animaux compris le verre brisé lacérant les pattes de chiens, de chats et d'autres petits mammifères.
La plupart des déchets à Victoria, en Australie, se retrouvent dans ou à proximité des océans, des plages ou des rivières.

### Autres effets
Les déchets organiques en grande quantité peuvent polluer l'eau et provoquer des proliférations d'algues. Les cigarettes peuvent également déclencher des incendies si elles ne sont pas éteintes puis jetées dans l'environnement.

## Degré
Les déchets sont un problème environnemental dans de nombreux pays du monde. Alors que les pays du monde en développement manquent de ressources pour faire face à ce problème, les économies de consommation du monde occidental sont capables de produire de plus grandes quantités de déchets par habitant en raison d'une consommation plus élevée de produits jetables.

### Détritus de marque
Un certain nombre d'études crédibles ont montré que les emballages de restauration rapide sont l'une des formes les plus courantes de détritus, tandis que McDonald's est la marque de détritus la plus courante, malgré la communication visant à éliminer correctement, comme le marquage « tidy man » de Ronald McDonald,. Selon Keep Britain Tidy en 2013, les emballages de chocolat Cadbury, les paquets croustillants Walkers et les canettes de Coca-Cola étaient les trois marques principales qui formaient les déchets les plus courants trouvés dans les rues du Royaume-Uni.

## Solutions

Panneau « Pas de détritus » utilisé aux États-Unis.

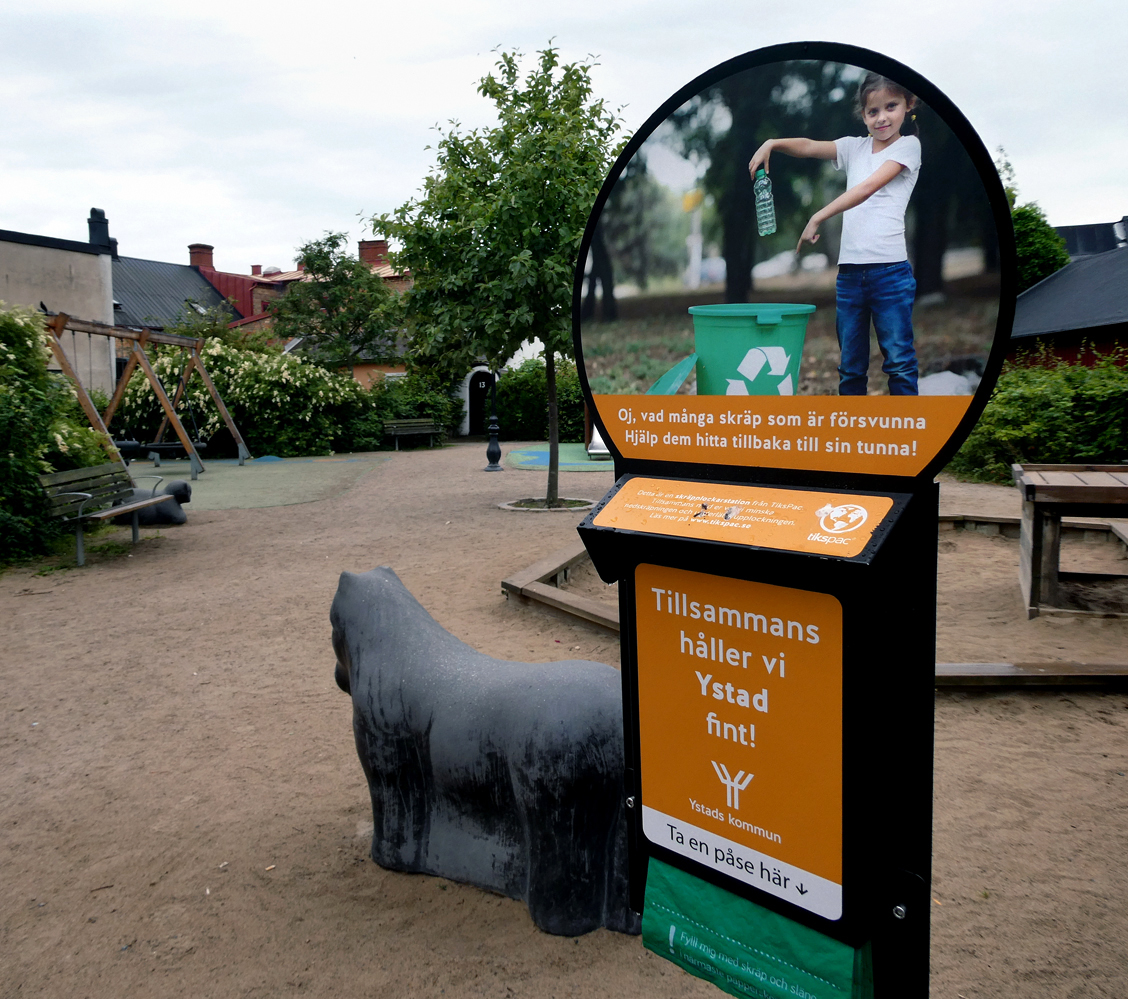
Support pour sacs à déchets dans une aire de jeux dans le centre d'Ystad en 2020, une initiative de la municipalité pour arrêter de jeter les ordures dans les lieux publics.

### Collecter
Des conteneurs à déchets publics ou des poubelles de rue sont fournis par les autorités locales pour être utilisés comme un endroit pratique pour l'élimination et la collecte des déchets. De plus en plus, des options générales de déchets et de recyclage sont proposées. Les conseils locaux collectent les déchets et les emportent pour réutilisation ou recyclage. Cependant, cette approche pose certains problèmes ; si les bacs ne sont pas vidés régulièrement, les bacs déborderont et peuvent augmenter indirectement les déchets. Certaines autorités locales n'assumeront de responsabilité que pour les déchets placés dans les poubelles, ce qui signifie que les déchets demeurent un problème. Les gens peuvent blâmer le manque de bacs bien placés pour leurs déchets. Les matières dangereuses peuvent souvent être mal éliminées dans les poubelles et elles peuvent encourager le déchétarisme.

### Nettoyer

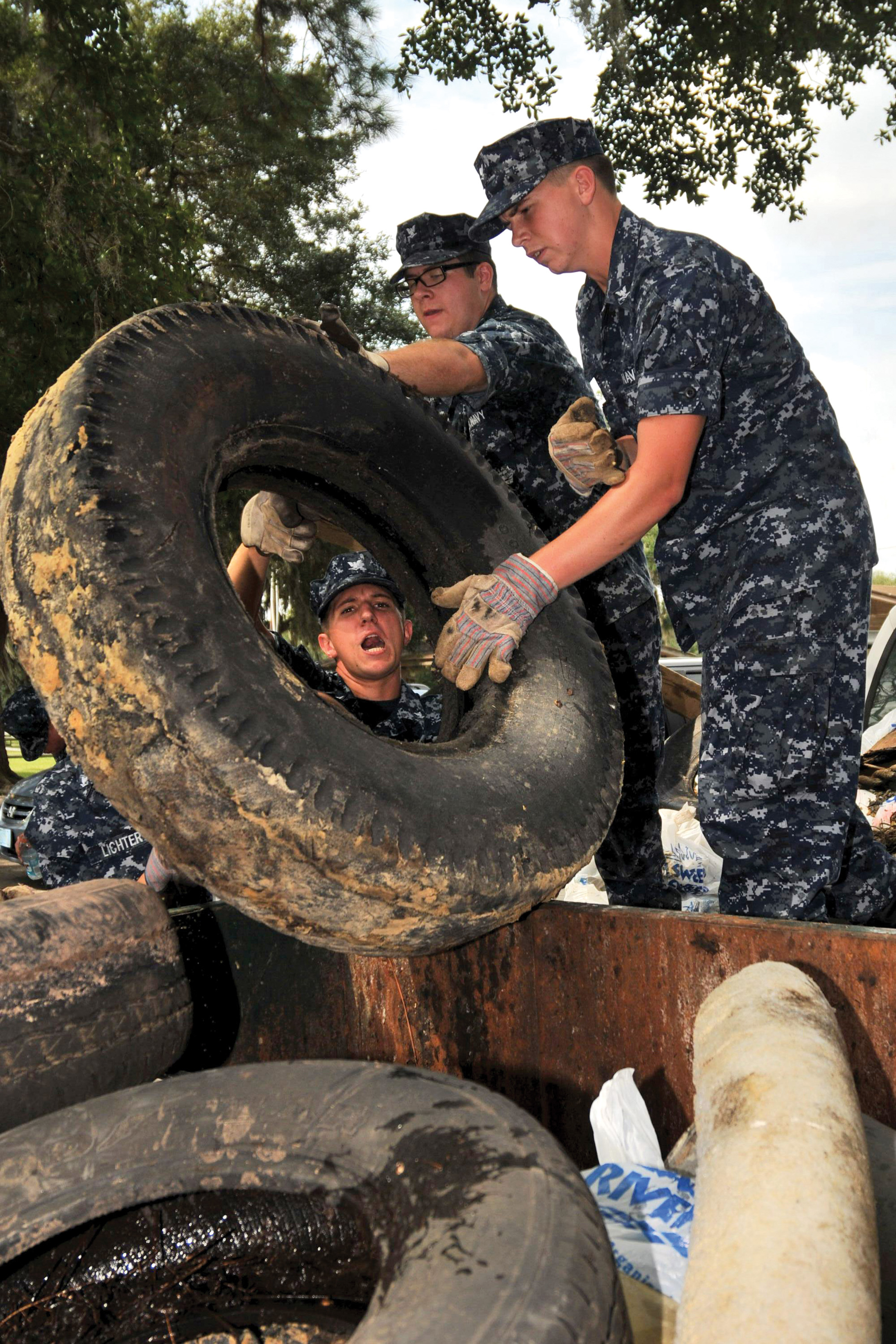
Étudiants bénévoles Naval Nuclear Power Training Command retirant et éliminant les pneus usagés jonchant les voies navigables de la Naval Weapons Station à Charleston, Caroline du Sud.

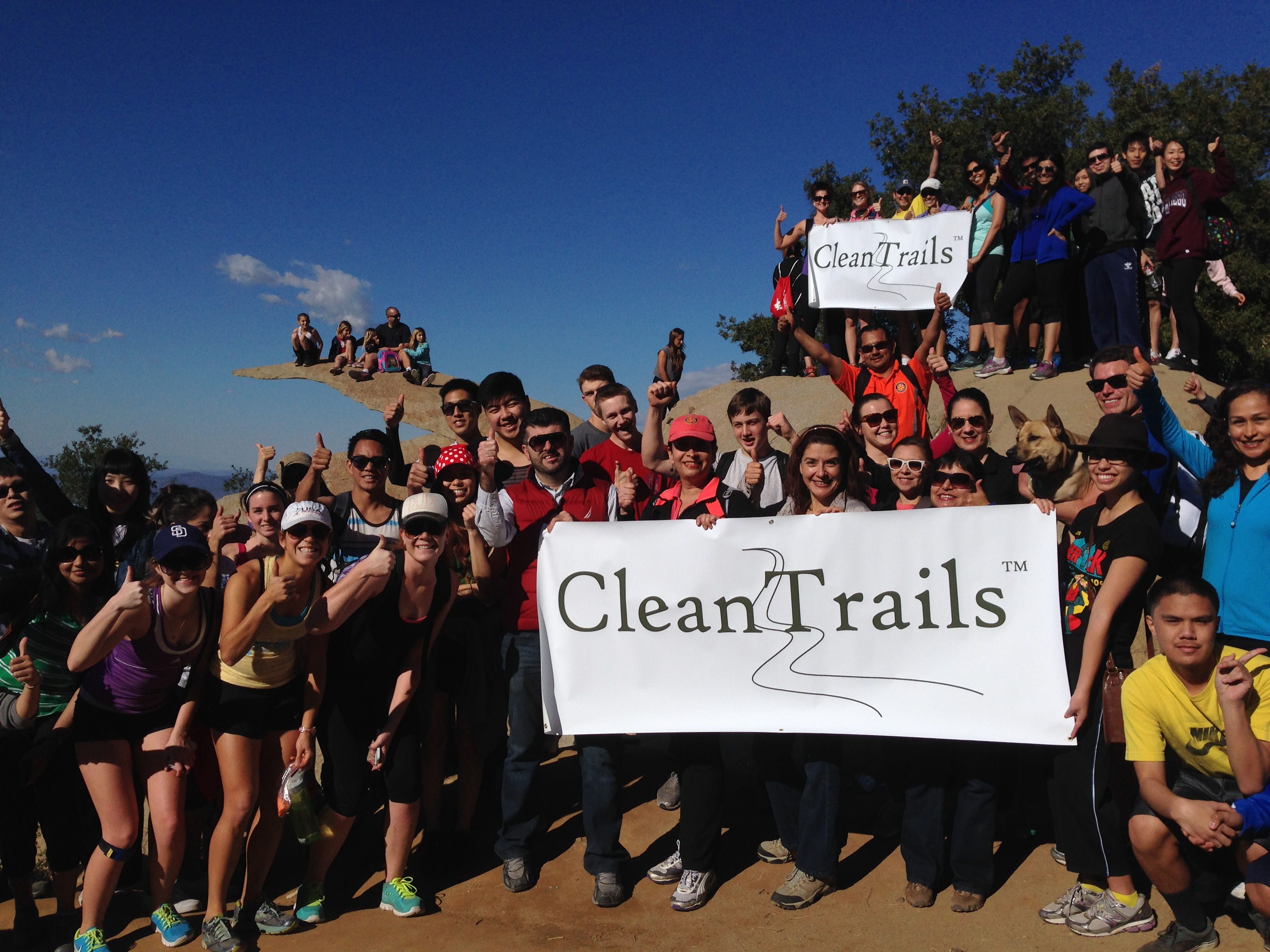
Bénévoles après nettoyage sur un sentier de randonnée.

Des bénévoles, parfois seuls ou coordonnés par des organisations, ramassent les déchets et les éliminent. Des événements de nettoyage peuvent être organisés au cours desquels les participants passent parfois au peigne fin une zone, en ligne de front, pour s'assurer qu'aucun détritus n'est oublié. Les organisations peuvent promouvoir des événements de nettoyage des déchets et peuvent également organiser des campagnes médiatiques distinctes pour éviter les déchets.
En Amérique du Nord, les programmes Adopt-a-Highway (en) sont populaires, dans lesquels les entreprises et les organisations s'engagent à nettoyer des tronçons de route. Keep America Beautiful (en) a organisé des nettoyages de déchets appelés Great America Cleanup depuis 1998 dans plus de 20 000 communautés à travers le pays.
Les nettoyages du Jour de la Terre ont lieu dans le monde entier depuis 1970. En 2019, Earth Day Network s'est associé à Keep America Beautiful et au National Cleanup Day (en) pour le premier Earth Day CleanUp. Des nettoyages ont eu lieu dans les 50 États, 5 territoires américains, 5 300 sites, avec plus de 500 000 bénévoles,.
Les propriétés commerciales telles que la vente au détail, les bureaux et les industries ont des programmes d'entretien de ramassage des déchets. Ce service peut être fourni par des propriétaires ou sous-traité à divers prestataires de services par des sociétés de gestion immobilière agissant pour le compte du propriétaire. Le ramassage des déchets est effectué à pied à l'aide d'outils manuels simples. Un travailleur arpentera les trottoirs, le parking et le paysage et balaiera les déchets dans un outil de collecte des déchets. Le contenu est vidé dans une poubelle sur le chantier.
À Kiwayu, une île kényane, une partie des déchets collectés (tongs) est utilisée pour faire de l'art, qui est ensuite vendu,.

### Pièges à détritus

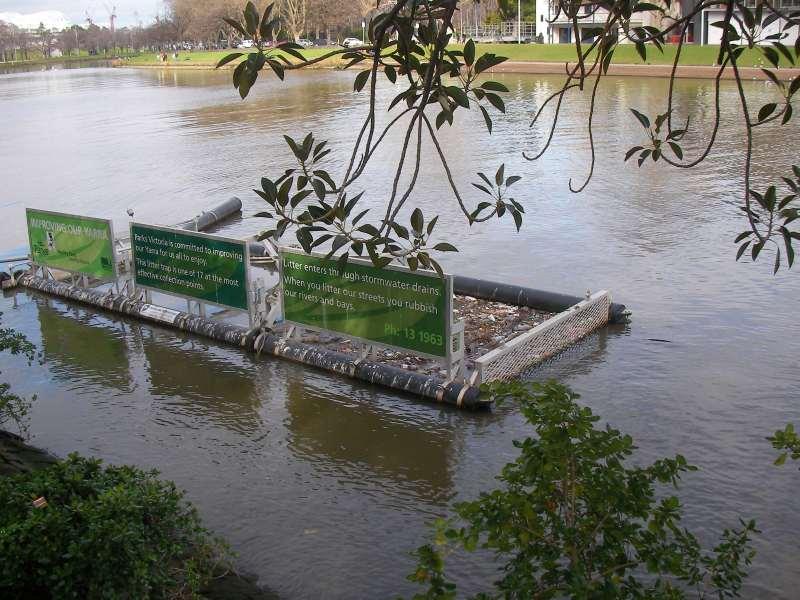
Parks Victoria, un piège à déchets sur la rivière pour attraper les déchets flottants sur la rivière Yarra à Birrarung Marr à Melbourne, Australie.

Les pièges à détritus peuvent être utilisés pour capturer les déchets lorsqu'ils sortent des eaux pluviales dans les cours d'eau. Cependant, les pièges à détritus ne sont efficaces que pour les déchets volumineux ou flottants et doivent être entretenus. Une enquête récente sur les déchets des bassins versants a montré une différence dans la composition des déchets de rue et des déchets de ruissellement.

### Surveillance des décharges
De plus en plus, des efforts ont été faits pour utiliser la technologie pour surveiller les zones sujettes à dépôts. Au Japon, une étude a utilisé des systèmes d'information géographique (SIG) pour cartographier les zones de dépôts en fonction des caractéristiques du site. Une autre étude a utilisé des images satellites pour détecter d'éventuels sites de dépôts illégaux.

### Législation relative aux consignes de conteneurs
La législation sur les consignes de conteneurs peut viser à la fois à réduire les déchets et à encourager la collecte grâce à des programmes de recyclage locaux qui offrent des incitations, en particulier pour les canettes en aluminium, les bouteilles en verre (en) et les bouteilles en plastique. À New York, une facture de bouteille élargie qui comprenait des bouteilles d'eau en plastique a augmenté les taux de recyclage et généré 120 millions de dollars de revenus pour le Fonds général de l'État à partir de consignes non réclamés en 2010.
Dans certains pays comme l'Allemagne et les Pays-Bas, une législation sur les  consignes de conteneurs a été introduite sur les canettes et les bouteilles en plastique. Certaines parties de la Belgique envisagent également d'adopter une telle législation. Les gens peuvent ainsi collecter une consigne pour ce type de déchets. Le résultat est qu'en Allemagne, il n'y a pratiquement plus de canettes ou de bouteilles en plastique sur la route. Aux Pays-Bas, la quantité de déchets a considérablement diminué depuis l'entrée en vigueur de la nouvelle loi et 95 % des bouteilles en plastique sont désormais recyclées. Selon un journaliste de Het Nieuwsblad, les revenus qui peuvent être tirés de la collecte des déchets peuvent être financièrement rentables dans les pays où la législation sur la consigne des conteneurs a été introduite: en une heure, il a réussi à récupérer 108 canettes et 31 bouteilles en plastique, lui rapportant 13,90 euros (0,10 € par canette / bouteille en plastique). Par comparaison, dans les pays où seule la valeur de l'aluminium par exemple serait remboursée, 139 canettes ne rapporteraient que 1,72 euro (0,012 4 euro la canette ; en supposant qu'il y ait 15 grammes d'aluminium dans une canette, et avec des rebuts d'aluminium évalués à 0,826 7 euro/kg).

### Amendes

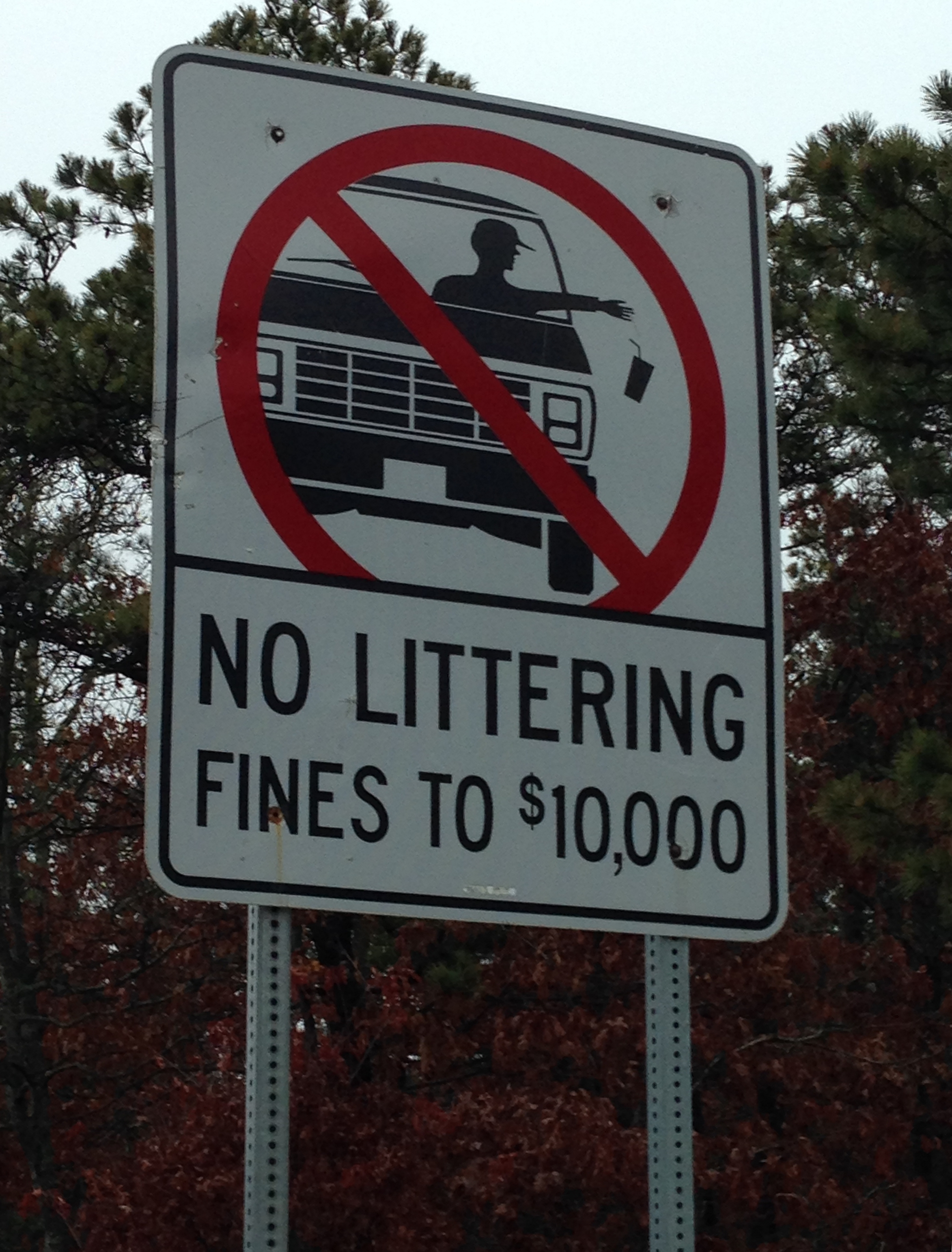
Aucun signe de détritus sur une autoroute à Cap Cod, Massachusetts.

Les actions entraînant des amendes, peuvent inclure des amendes immédiates pour les personnes administrées par des agents autorisés dans les transports publics ou dans les transports en commun, ou les détritus émanant d'un véhicule, dans lesquelles le propriétaire du véhicule est condamné à une amende — signalée soit par l'agent responsable, soit par un tiers, parfois en ligne},.
Une législation spécifique existe dans les pays suivants :
- États-Unis : passibles d'une amende de plus de 500 dollars, de travaux d'intérêt général ou des deux, conformément aux statuts des États et aux ordonnances municipales. Les 50 États ont des lois anti-déchets, avec diverses amendes, travaux d'intérêt généraux et/ou emprisonnement comme punition possible[43].
- Royaume-Uni : abandonner des déchets est une infraction au sens de la loi de 1990 sur la protection de l'environnement ; abrogé par la loi de 2005 sur les quartiers propres et l'environnement en vertu de l'article 18. Il est passible d'une peine maximale de 500 dollars en cas de condamnation. Cependant, de nombreuses autorités locales émettent des avis de pénalité fixe en vertu de l'article 88 de la loi de 1990 sur la protection de l'environnement.
- Australie : pas de législation nationale, bien que les autorités nationales de protection de l'environnement aient des lois et des amendes pour décourager le dépôt de déchets.
- Pays-Bas : la police néerlandaise et les superviseurs locaux (connus sous le nom de buitengewoon opsporingsambtenaar ou BOA) punissent les citoyens pour avoir jeté des canettes, des bouteilles ou des emballages dans la rue.

## Campagnes anti-déchets

Le Tidy Man international.

De nombreux groupes existent dans le but de sensibiliser et de mener des campagnes comprenant des événements de nettoyage. Le World Clean Up Day est une campagne mondiale. TrashTag (en) et Plogging sont des exemples de mouvements individuels de suppression des détritus.
Aux États-Unis, un certain nombre d'organisations mènent des campagnes anti-déchets. Keep America Beautiful (en) a été fondé en 1953 et a promulgué le mot litterbug (punaise de la détritus), inventé par son partenaire Ad Council en 1947. Au moins 38 États ont des campagnes de slogans de haut niveau et reconnues par le gouvernement, notamment « Don't Mess with Texas », « Let's Pick It Up New York », « Don't Trash California », « Don't Trash California », « Take Pride in Florida » et « Keep Iowa Beautiful ». Le National CleanUp Day (en) a lieu chaque année le troisième samedi de septembre.
En Australie, Clean Up Australia Day (en) est soutenu par de nombreuses grandes entreprises, entreprises et bénévoles australiens. Les organisations anti-déchets comprennent Keep Australia Beautiful, fondée en 1963. Il a créé la campagne populaire « Do the Right Thing » et son concours Tidy Towns est devenu une expression très compétitive de la fierté civique.
Keep Britain Tidy est une campagne britannique dirigée par l'organisation caritative environnementale Keep Britain Tidy, qui est en partie financée par le gouvernement britannique.

## Histoire
Tout au long de l'histoire humaine, les gens ont abandonné les matériaux indésirables dans les rues, au bord des routes, dans de petites décharges locales ou dans des endroits éloignés de villes. Le fleuve par exemple apparaissait comme un exutoire inépuisable pour les ordures. Avant les réformes dans les villes du milieu à la fin du XIXe siècle, l'assainissement n'était pas la priorité des gouvernements. Les détritus s'accumulant conduisaient à la propagation de maladies.
Une législation anti-détritus semble avoir existé dans la Grèce antique, comme en témoigne un balisage routier découvert sur l'île de Paros, portant l'inscription «quiconque laisse tomber ses déchets dans la rue doit 51 drachmes à celui qui veut les réclamer».
La présence des détritus va aller en s'accentuant dans les sociétés de consommation modernes avec les progrès de l'emballage, désormais peu ou non dégradable.
Pour faire face à la quantité croissante de déchets produits aux États-Unis, la loi Resource Conservation and Recovery Act (en) de 1965 a été adopté. En 1976, le gouvernement fédéral a modifié le Solid Waste Disposal Act, créant le Resource Conservation and Recovery Act (RCRA), qui exige une approche de bout en bout pour la manipulation appropriée des matières potentiellement dangereuses. RCRA donne le pouvoir à l'Environmental Protection Agency (EPA) de réglementer et d'appliquer une élimination appropriée des déchets dangereux. De nombreux pays ont maintenant des lois qui exigent que les déchets ménagers dangereux soient déposés dans un endroit spécial plutôt qu'envoyés aux décharges avec des ordures régulières. Les déchets ménagers dangereux comprennent les peintures et les solvants, les produits chimiques, les ampoules, les lampes fluorescentes, les bombes aérosols et les produits de jardin tels que les engrais, les pesticides, les herbicides et les insecticides. De plus, les déchets médicaux générés à la maison sont considérés comme des déchets dangereux et doivent être éliminés de manière appropriée.